# Antonio Arcari
Antonio Arcari (ur. 8 maja 1953 w Pralboino) – włoski duchowny katolicki, arcybiskup, nuncjusz apostolski w Monako.

## Życiorys
11 czerwca 1977 otrzymał święcenia kapłańskie i został inkardynowany do diecezji Brescia. W 1978 rozpoczął przygotowanie do służby dyplomatycznej na Papieskiej Akademii Kościelnej. 
18 lipca 2003 został mianowany przez Jana Pawła II nuncjuszem apostolskim w Hondurasie oraz arcybiskupem tytularnym Caeciri. Sakry biskupiej 20 września 2003 udzielił mu ówczesny Sekretarz Stanu Angelo Sodano. 
12 grudnia 2008 został przeniesiony przez Benedykta XVI do nuncjatury w Mozambiku.
5 lipca 2014 decyzją papieża Franciszka został nuncjuszem apostolskim w Kostaryce.
25 maja 2019 został mianowany nuncjuszem apostolskim w Monako, funkcję tę pełnił do przyjęcia przez papieża jego rezygnacji z dniem 16 maja 2023.